# Грёнефельд, Анна-Лена
Анна-Лена Грёнефельд (нем. Anna-Lena Grönefeld; родилась 4 апреля 1985 года в Нордхорне, ФРГ) — немецкая профессиональная теннисистка, бывшая седьмая ракетка мира в парном разряде. Двукратная победительница турниров Большого шлема в миксте (Уимблдон-2009, Открытый чемпионат Франции-2014); победительница 18 турниров WTA (один — в одиночном разряде); ; финалистка Кубка Федерации (2014) в составе национальной сборной Германии.
В юниорах: бывшая первая ракетка мира в юниорском одиночном рейтинге и вторая ракетка мира в юниорском парном рейтинге; победительница одного юниорского турнира Большого шлема в одиночном разряде (Открытый чемпионат Франции-2003); победительница одного юниорского турнира Большого шлема в парном разряде (Открытый чемпионат Франции-2002); победительница парного турнира Orange Bowl (2001); финалистка одного юниорского турнира Большого шлема в парном разряде (Уимблдон-2002); финалистка одиночного турнира Orange Bowl (2002).

## Общая информация
Анна-Лена — одна из трёх детей хирурга Ханса и учительницы Марии-Луизы Грёнефельд, её братьев зовут Филипп и Бастиан.
Когда ей было 5 лет отец и братья привели её в местный теннисный клуб и организовали Анне-Лене первый урок тенниса. Любимое покрытие — грунт.

## Спортивная карьера

### Начало карьеры (успехи в юниорах, топ-20 в одиночках и топ-10 в парах)
Юниорская карьера

Грёнефельд на турнире в Хертогенбосе 2005 года

Анна-Лена Грёнефельд мощно провела юниорский этап карьеры и обратила на себя большое внимание. Первые турниры в юниорском туре ITF она сыграла в 1999 году. В 2001 году она выиграла совместно с Барборой Стрыцовой престижный юниорский турнир Orange Bowl в парном разряде в возрастной категории до 18 лет. Альянс с чешкой принёс ещё успехи и в начале июня 2002 года они смогли победить в паре на юниорском Открытом чемпионате Франции. На юниорском Уимблдоне она сыграла уже в паре Элисон Бейкер из США и они прошли в финал, в котором проиграли как раз Стрыцовой, выступившей в партнёрстве с Элке Клейстерс. В конце сезона Грёнефельд удалось выйти в финал турнира Orange Bowl в одиночном разряде, в котором она проиграла россиянке Вере Душевиной. В 2003 году в юниорах она сыграла только один турнир, который оказался успешным. Решающий матч Ролан Гаррос среди девушек завершился реваншем немки над Верой Душевиной — 6-4, 6-4. В июле Грёнефельд смогла возглавить юниорский рейтинг.
Начало взрослой карьеры
Первые отдельные выступления на взрослом уровне в рамках турниров из цикла ITF Анна-Лена Грёнефельд провела ещё в 2000—2001 годах, однако на постоянной основе стала выступать с 2002 года. В августе того года она выиграла первый турнир цикла ITF на 10-тысячнике в Бад-Заульгау. Официально немка вступила в статус профессионала с 2003 года. В конце апреля она смогла пробиться через квалификацию на первый для себя турнир WTA в основной сетке — на турнире 3-й категории в в Боле и вышла там во второй раунд. Всего за 2003 год Грёнефельд выиграла четыре титула из цикла ITF, в том числе в июле один 50-тысячник. В апреле 2004 года она впервые поднялась в топ-100 мирового рейтинга и дебютировала в составе сборной Германии в розыгрыше Кубка Федерации, но проиграла все три матча во встрече с француженками, в которых приняла участие. На Открытом чемпионате Франции она впервые выступила в основной сетке взрослого турнира серии Большого шлема и прошла во второй раунд. В августе и сентябре немка смогла добыть победы на двух 75-тысячниках ITF в Модене и Денене. Также в 2004 году ей удалось выйти в первые парные финалы WTA — на четырёх турнирах, выступая с разными партнёршами, но ни разу она не смогла одержать в них победу.
2005 год был ознаменован для Грёнефельд прорывом в мировую теннисную элиту. На первом для себя в основной сетке Открытом чемпионате Австралии она добралась до третьего раунда. После этого она хорошо провела небольшой турнир в Паттайе, где смогла добыть первый финал в одиночном разряде и первый титул в парном в туре WTA. Эти результаты позволили немке войти в топ-50 в одиночном и в топ-30 в парном рейтингах. На следующем турнире такого же статуса в Хайдарабаде она доиграла до полуфинала. На Открытом чемпионате Франции Грёнефельд, также как и в Австралии, доиграла до третьего раунда. На Уимблдонском турнире в парном разряде 20-летняя немецкая теннисистка выступила совместно с легендарной Мартиной Навратиловой и их союз остановился в шаге от выхода в финал, проиграв в 1/2 финала Светлане Кузнецовой и Амели Моресмо.
В конце июля 2005 года Грёнефельд вышла в полуфинал на турнире в Станфорде. В августе на турнире 1-й категории в Торонто она смогла завоевать парный титул в сотрудничестве с Навратиловой. На Открытом чемпионате США их дуэт, как и на Уимблдоне, смог выйти в полуфинал в парах, а в одиночном разряде Грёнефельд доиграла третий раз в сезоне до третьего раунда Большого шлема. В сентябре она выиграла третий парный трофей в сезоне — на турнире на Бали в команде с Меганн Шонесси и после этого впервые вошла в топ-10 парного рейтинга. На турнире в Пекине Грёнефельд вышла в одиночный финал, в котором уступила россиянке Марии Кириленко. Затем, обыграв в том числе Надежду Петрову и Динару Сафину, она смогла выйти в финал в Люксембурге, но вновь проиграла (на этот раз Ким Клейстерс). Это позволило впервые войти в лучшую двадцатку одиночного рейтинга.

### 2006—2009 (пик результатов, пауза в выступлениях и титул Уимблдона в миксте)

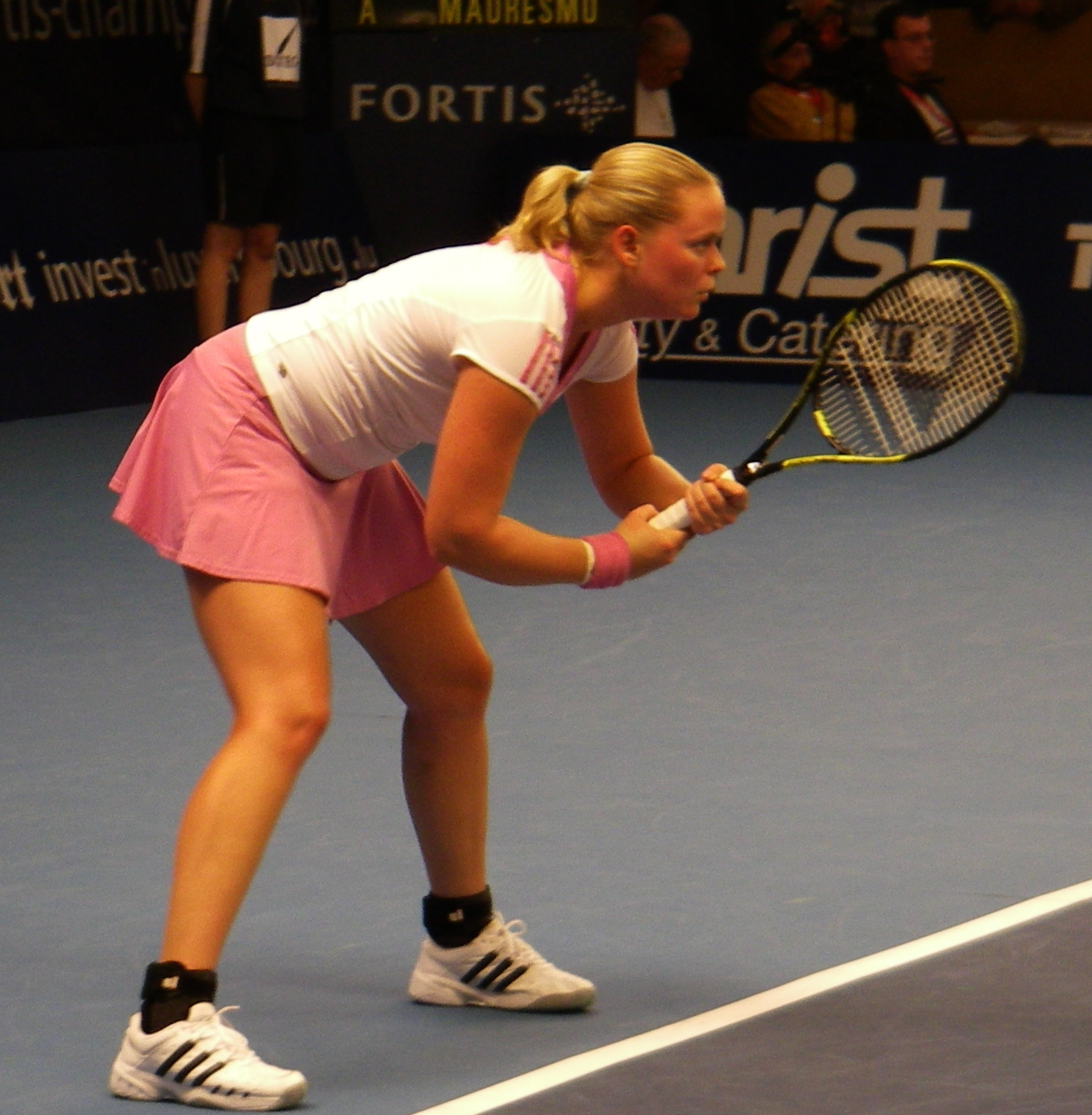
На турнире в Люксембурге 2008 года

В 2006 году Грёнефельд провела самый стабильный сезон в карьере. На Открытом чемпионате Австралии она смогла выйти в полуфинал в парах совместно с Меганн Шонесси. В начале марта немке удалось сделать победный дубль на турнире в Акапулько. В парном разряде она победила в альянсе с Меганн Шонесси, а в одиночном разряде победа в Акапулько стала единственной на одиночных турнирах WTA в карьере Грёнефельд. В решающем матче она переиграла итальянку Флавию Пеннетту со счётом 6-1, 4-6, 6-2. После турнира Анна-Лена поднялась на самую высокую для себя — 7-ю строчку парной классификации. В марте на крупном турнире в Индиан-Уэллсе удалось достигнуть четвертьфинала. В апреле на грунте Грёнефельд смогла выйти в четвертьфинал в в Амелия-Айленде и полуфинал в Чарлстоне, а после этого поднялась на 14-е место — наивысшее в карьере в одиночном рейтинге WTA. Перед Ролан Гаррос она сыграла в полуфинале Стамбуле, а на самом Открытом чемпионате Франции доиграла до своего единственного четвертьфинала на одиночных турнирах серии Большого шлема. На Уимблдонском турнире дуэт Грёнефельд и Шонесси смог выйти в 1/4 финала в женских парах. В июле в партнёрстве с Шахар Пеер она выиграла парный титул турнира в Станфорде. В августе немка дважды играла в парных финалах на турнирах 1-й категории (в Сан-Диего с Меганн Шонесси и в Монреале с Карой Блэк). Вторая часть сезона прошла менее результативно, но по итогам сезона она вошла в топ-20 в одиночном и парном рейтингах.
2007 год Грёнефельд провела в целом неудачно. Единственный титул в сезоне она выиграла в парах в январе на турнире в Сиднее в альянсе с Меганн Шонесси. На Открытом чемпионате Австралии их дуэт вышел в четвертьфинал. В одиночном разряде у Грёнефельд игра и вовсе разладилась. В мае—июне она выбыла из шести турниров уже в первом круге и ни в одном турнире в первой половине года не поднималась выше второго круга. В рейтинге она опустилась далеко за пределы первой сотни. В связи с кризисом в игре Грёнефельд в августе приняла решение взять «тайм-аут» и вернулась к соревнованиям только в мае 2008 года (за исключением одной игры в ноябре 2007 года в рамках турнира ITF и ещё одной игры в парах за сборную Германии в рамках Кубка Федерации в феврале 2008 года).
По возвращении на корт в 2008 году Грёнефельд, имея низкий рейтинг, играла на турнирах цикла ITF. Четыре раза она первенствовала на них в одиночном разряде (дважды на 75-тысячниках) и один раз в парном. На Открытом чемпионате США она успешно преодолела три раунда квалификации, а затем выиграла ещё три матча в основной сетке и вышла в четвёртый раунд. После этого немецкая теннисистка смогла вернуть себе место в первой сотне рейтинга. В начале октября на турнире WTA в Штутгарте она смогла выиграть парный титул в команде с Патти Шнидер, а затем они смогли ещё выйти в парный финал турнира в Цюрихе. В конце сезона с Ваней Кинг она взяла ещё один парный приз на турнире в Квебеке.
На старте сезона 2009 года Грёнефельд и Кинг выиграли парный приз турнира в Брисбене. На Открытом чемпионате Австралии она достигла парного четвертьфинала уже в дуэте с Патти Шнидер. В апреле во встрече со сборной Китая она помогла Германии вернуться в первую Мировую группу Кубка Федерации. В мае Грёнефельд впервые в сезоне вышла в полуфинал в одиночках на турнире в Оэйраше. На Ролан Гаррос Грёнефельд со Шнидер добилась выхода в 1/4 финала в женской паре, а в миксте совместно с Марком Ноулзом прошла в 1/2 финала. На Уимблдонском турнире она уже сыграла в женской паре с Ваней Кинг и также достигла четвертьфинала, а в миксте вновь сыграла в паре с Ноулзом и смогла стать победительницей, взяв первый в карьере титул Большого шлема. В июле на турнире в Палермо Анна-Лена во второй раз в сезоне вышла в полуфинал в одиночках. Третьего полуфинала она достигла в сентябре на турнире в Сеуле. До конца года Грёнефельд выиграла ещё один парный титул — на турнире в Линце в команде с Катариной Среботник. Этот парный трофей стал десятым для немки в основном туре за карьеру.

### 2010—2014 (завершение одиночной карьеры, титул в миксте на Ролан Гаррос)

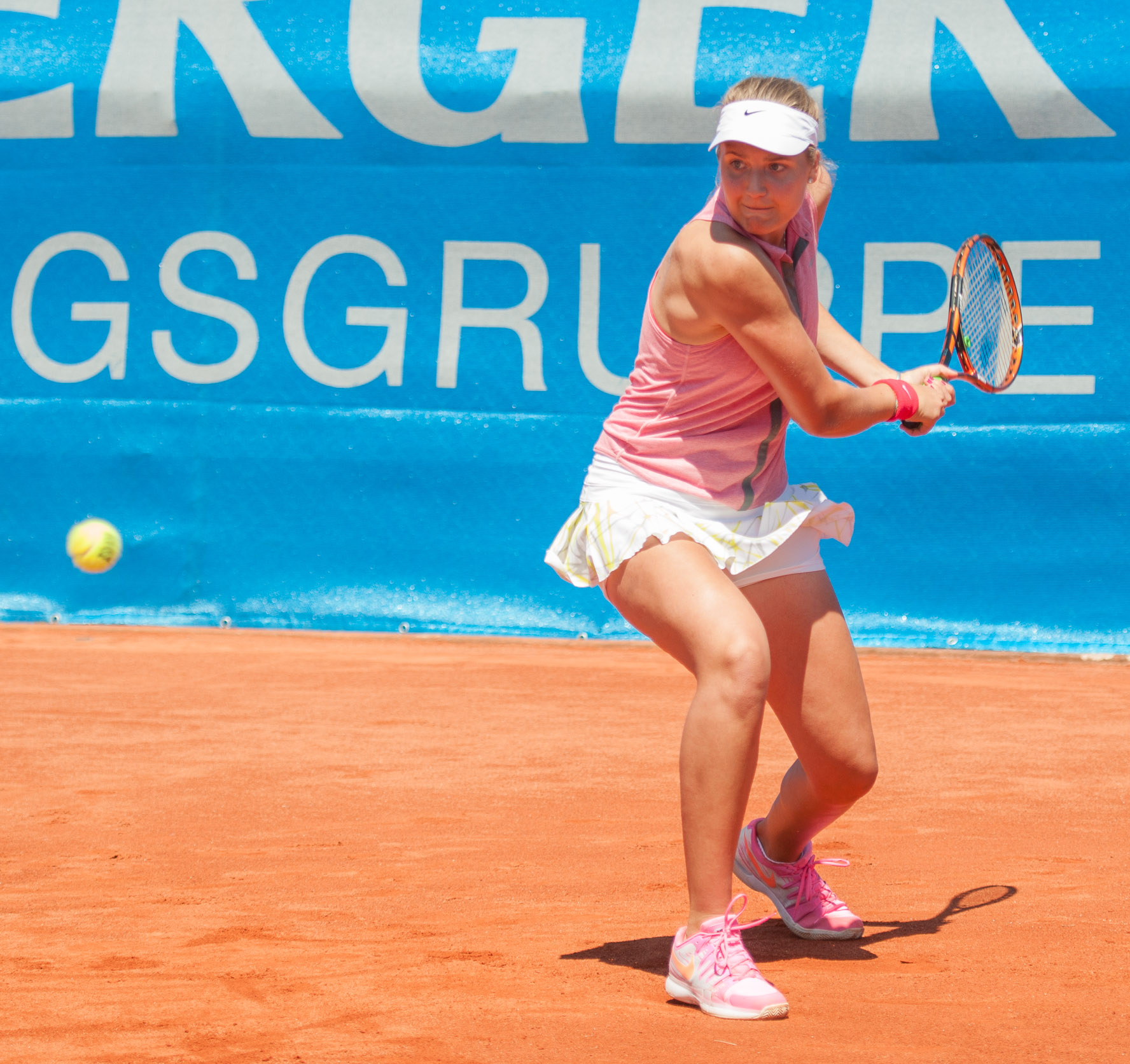
На турнире в Нюрнберге 2014 года

В 2010 году результаты Грёнефельд в одиночном разряде резко упали. Стартовый отрезок сезона она лучше всего провела на Кубке Федерации четвертьфинал с Чехией, где смогла выиграть два одиночных матча у Петры Квитовой и Луции Шафаржовой, но проиграв в парной встрече Германия в итоге пропустила в полуфинал Чехию. Лучшим турниром в туре стало выступление на следующей неделе в Дубае, где Грёнефельд, начав с квалификации, вышла в третий раунд. С марта по июль она не играла в туре. В августе в партнёрстве с Юлией Гёргес был добыт титул на турнире в Копенгагене. На Открытом чемпионате США удалось с Марком Ноулзом выйти в полуфинал в миксте.
В 2011 году одиночные результаты так и не прибавились. За сезон Грёнефельд отметилась только победой на небольшом 25-тысячнике ITF в Бельгии и после октября 2011 года прекратила полностью выступления в одиночках. В парном разряде в том году немка отметилась с разными партнёршами двумя выходами в финал небольших турниров основного тура и победой на 100-тысячнике из цикла ITF в Кань-сюр-Мере в дуэте с Петрой Мартич.
В 2012 году после завершения одиночной карьеры результаты в парах немного улучшились. В первой половине сезона она дважды доходила до финалов Премьер-турниров (в феврале в Париже с Мартич и в апреле в Штутгарте с Гёргес). Летом Гёргес и Грёнефельд сыграли на Олимпиаде в Лондоне, но проиграли на стадии второго раунда. Осенний отрезок сезона Анна-Лена доигрывала в партнёрстве с Кветой Пешке и смогла с ней выйти в финал турнира серии Премьер 5 в Токио, а также выиграть титул в Линце. 2012 год Грёнефельд завершила на 18-м месте в рейтинге, самом высоком за шесть последних лет.
В апреле 2013 года Грёнефельд вновь помогла сборной Германии вернуться в 1-ю Мировую группу, выиграв решающую пятую встречу плей-офф против команды Сербии в паре с Сабиной Лисицки В этом сезоне она выступала в основном в паре с Кветой Пешке. Вместе они смогли выиграть один турнир WTA в Брюсселе (первый для немки турнир уровня Премьер с 2008 года). На Уимблдонском турнире им удалось выйти в полуфинал (впервые для Анны-Лены на Больших шлемах в женской паре с 2006 года). Ещё летом Грёнефельд и Пешке трижды достигали финалов турниров (в том числе дважды подряд на премьер-турнирах в Торонто и Цинциннати). По сравнению с 2012 годом немка поднялась ещё на три ступеньки в рейтинге, завершив сезон на итоговом 15-м месте в парном разряде.
В феврале 2014 года Грёнефельд и Пешке смогли выиграть Премьер-турнир в Париже. С ещё одной немкой, Юлией Гёргес, она стала полуфиналисткой турнира серии Премьер 5 в Риме. На Открытом чемпионате Франции Грёнефельд завоевала второй за карьеру титул в турнирах Большого шлема. Снова это произошло в смешанном парном разряде, но на сей раз неё партнёром сталЖан-Жюльен Ройер. Грёнефельд и Ройер, не входившие в посев, победили на пути к чемпионскому званию шестую, третью и восьмую посеянные пары.
| Стадия  | Соперники                               | Посев | Счёт              |
| 1 раунд | Чжэн Цзе Скотт Липски                   |       | 7-5 6-3           |
| 2 раунд | Луция Градецкая Мариуш Фирстенберг      | 6     | 6-7(8) 6-2 [10-5] |
| 1/4     | Аранча Парра Сантонха Сантьяго Гонсалес |       | 6-2 6-4           |
| 1/2     | Ярослава Шведова Бруно Соарес           | 3     | 3-6 7-6(4) [10-5] |
| Финал   | Юлия Гёргес Ненад Зимонич               | 8     | 4-6 6-2 [10-7]    |

На Уимблдонском турнире 2014 года Гёргес и Грёнефельд стали четвертьфиналистками после победы над пятой посеянной парой Елена Веснина и Екатерина Макарова). В Кубке Федерации немецкая сборная дошла до финала Мировой группы; Грёнефельд играла в составе сборной в четверть- и полуфинальном матчах, только в паре с Гёргес, и обе свои встречи проиграла, что, однако, уже ничего не решало — оба раза немки к этому моменту уже обеспечивали себе командную победу.

### 2015—2019 (последние годы карьеры)

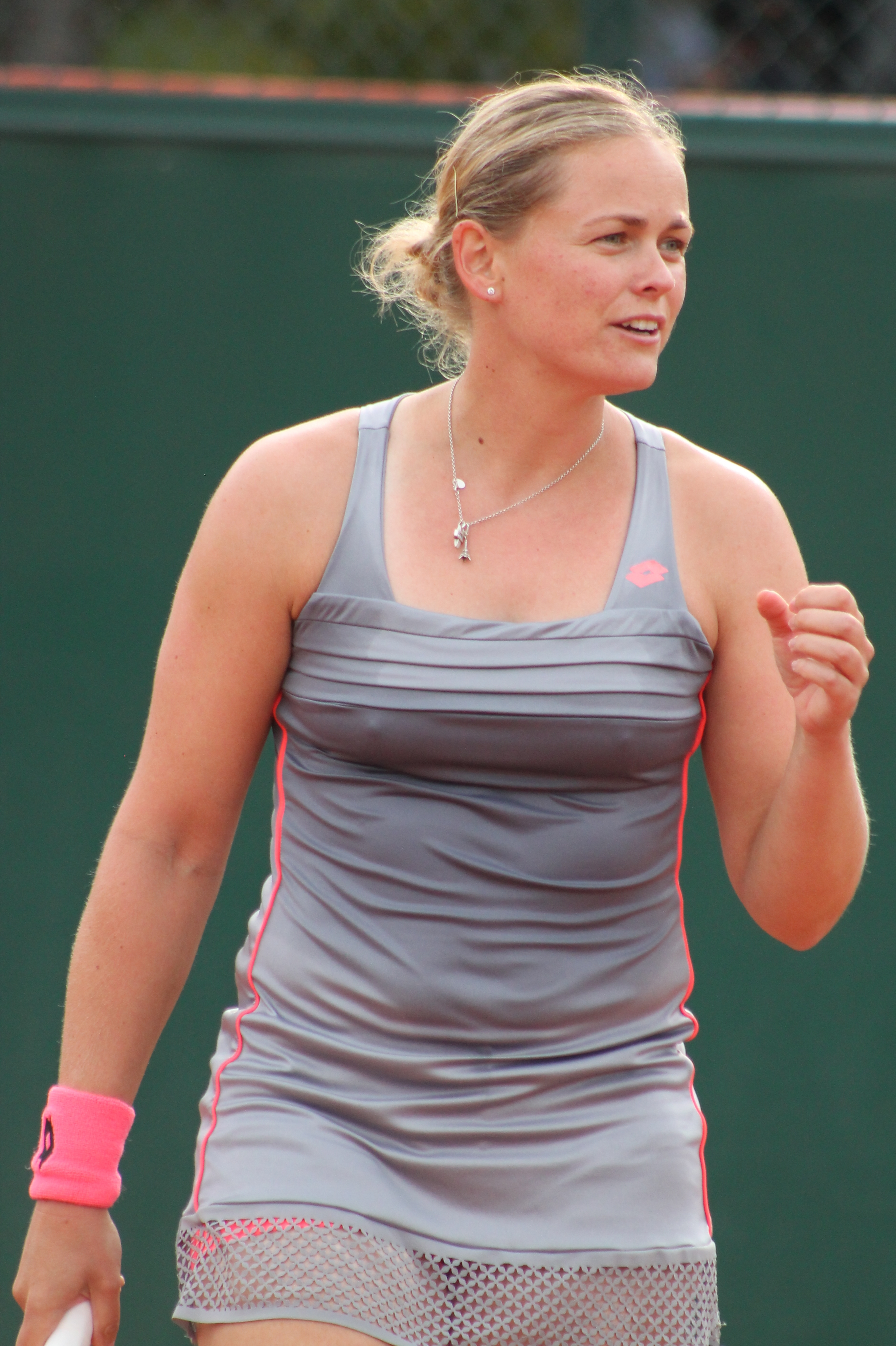
На Ролан Гаррос 2015 года

На следующий год Грёнефельд повторила свои лучшие достижения на турнирах Большого шлема сразу в двух из них — Открытых чемпионатах Австралии и США, добравшись до полуфинала в паре с Юлией Гёргес и Коко Вандевеге соответственно. В Австралии Грёнефельд и Гёргес победили в третьем круге сильнейшую пару мира прошлых лет Роберта Винчи-Сара Эррани, но в полуфинале из-за болезни Юлии были вынуждены отказаться от продолжения борьбы после первого сета. На Открытом чемпионате США Грёнефельд и её партнёрша-американка последовательно переиграли три сеяные пары, проиграв лишь четвёртой паре турнира Кейси Деллакква и Ярослава Шведова. На Уимблдоне Грёнефельд также выступала с Вандевеге и вывела из борьбы десятую сеяную пару перед тем, как проиграть седьмой. Эти результаты, а также выход в полуфинал ещё на двух турнирах WTA, помогли немецкой теннисистке закончить сезон на 22-м месте в парном рейтинге даже при отсутствии финалов.
В 2016 году на счету Грёнефельд были выходы в четвертьфинал на Открытом чемпионате Австралии с Вандевеге (там их остановила сильнейшая пара мира Саня Мирза и Мартина Хингис) и на Уимблдоне с Пешке, а также два финала турниров основного тура WTA. В марте на турнире младшего класса WTA 125K в Сан-Антонио в паре с американкой Николь Мелихар Грёнефельд победила, а в октябре на турнире международной серии в Линце обыграла с Пешке первую сеяную пару, но в финале уступила посеянным вторыми Кики Бертенс и Йоханне Ларссон. Ещё на четырёх турнирах WTA она выбывала из борьбы в полуфиналах (на трёх из них — с Пешке), в очередной раз окончив сезон в числе 50 лучших теннисисток в парном разряде. В смешанном парном разряде Грёнефельд в третий раз за карьеру дошла до финала турнира Большого шлема; это произошло на Уимблдоне, где с ней выступал колумбиец Роберт Фара. Посеянные 15-ми Грёнефельд и Фара обыграли по ходу турнира десятую и четырнадцатую пары, но в финале уступили несеяному дуэту Хезер Уотсон-Хенри Континен.
В 2017 году Грёнефельд и Фара снова стали финалистами турнира Большого шлема в миксте — на сей раз на Открытом чемпионате Франции. На этот раз несеяной немецко-колумбийской паре пришлось для попадания в финал обыграть лишь одних сеяных соперников — пятую пару турнира Ярослава Шведова и Александр Пейя. В финале они уступили седьмой сеяной паре Габриэла Дабровски и Рохан Бопанна. В женских парах Грёнефельд продолжала выступать с Пешке и дважды выходила с ней в финал турниров WTA, в мае завоевав в Праге свой 15-й парный титул, а затем в третий раз за карьеру пробившись в полуфинал на Уимблдоне после побед над седьмой и третьей сеяными парами (соответственно Юлия Гёргес с Барборой Стрыцовой и Мартина Хингис с Чжань Юнжань). На премьер-турнире в Торонто Грёнефельд и Пешке снова переиграли по пути в финал Хингис и Чжань, посеянных вторыми, а затем третью пару турнира Стрыцова и Шафаржова, но в финале всё же уступили посеянным первыми Весниной и Макаровой. В конце года Хингис и Чжань взяли у Грёнефельд и Пешке реванш сначала на премьер-турнире в Ухане, а затем в финальном турнире сезона, где вывели их из борьбы в первом же круге. Тем не менее Грёнефельд завершила сезон на 21-м месте в рейтинге — лучшем с 2013 года.
На следующий год в паре с Грёнефельд в основном играла американка Ракель Атаво. Лучшим результатом пары стала победа в апреле на премьер-турнире в Штутгарте (после победы на посеянными под первым номером Андреей Клепач и Марией Хосе Мартинес Санчес), а осенью в Линце они дошли до финала. Грёнефельд и Татьяна Мария также принесли сборной Германии решающее очко в четвертьфинальном матче Мировой группы Кубка Федерации с командой Беларуси — прошлогодними финалистками. На Открытом чемпионате Франции в миксте с Робертом Фара она смогла выйти в полуфинал. Год Грёнефельд в четвёртый раз подряд завершила в тридцатке сильнейших парных игроков мира.
В апреле 2019 года в финале премьер-турнира в Чарлстоне Грёнефельд с польской теннисисткой Алицией Росольской победили в финале россиянок Веронику Кудерметову и Ирину Хромачёву. Хотя это оказался единственный титул Грёнефельд за сезон, она ещё пять раз играла в финалах Премьер-турниров в паре с Деми Схюрс, в том числе трижды — на турнирах серии Премьер 5 (Рим, Торонто и Цинциннати). На счету немецко-нидерландского тандема был также выход в четвертьфинал Уимблдонского турнира, где его остановили прошлогодние чемпионки Барбора Крейчикова и Катерина Синякова. К октябрю Грёнефельд занимала в парном рейтинге 10-е место. Вместе со Схюрс они приняли участие в финальном турнире WTA-тура как последняя сеяная пара, но одержали две победы на групповом этапе и прошли в полуфинал, где уступили Барборе Стрыцовой и Се Шувэй. Окончив сезон на 11-й позиции в рейтинге, в декабре 34-летняя Грёнефельд объявила, что покидает профессиональный тур, чтобы обзавестись семьёй.

## Итоговое место в рейтинге WTA по годам
| Год  | Одиночный рейтинг | Парный рейтинг |
| 2020 |                   | 13             |
| 2019 |                   | 11             |
| 2018 |                   | 26             |
| 2017 |                   | 21             |
| 2016 |                   | 29             |
| 2015 |                   | 22             |
| 2014 |                   | 35             |
| 2013 |                   | 15             |
| 2012 |                   | 18             |
| 2011 | 263               | 53             |
| 2010 | 169               | 56             |
| 2009 | 67                | 25             |
| 2008 | 77                | 56             |
| 2007 | 205               | 52             |
| 2006 | 19                | 11             |
| 2005 | 21                | 11             |
| 2004 | 75                | 47             |
| 2003 | 120               | 264            |
| 2002 | 561               | 931            |

## Выступления на турнирах

### Финалы турнировWTAв одиночном разряде (4)

#### Победы (1)
| Легенда: До 2009 года           | Легенда: С 2009 года  |
| ------------------------------- | --------------------- |
| Турниры Большого шлема (0+0+2)* |                       |
| Олимпиада (0)                   |                       |
| Итоговый турнир WTA (0)         |                       |
| 1-я категория (0+1)             | Premier Mandatory (0) |
| 2-я категория (0+3)             | Premier 5 (0)         |
| 3-я категория (1+3)             | Premier (0+4)         |
| 4-я категория (0+1)             | International (0+5)   |
| 5-я категория (0)               | International (0+5)   |

| Титулы по покрытиям | Титулы по месту проведения матчей турнира |
| ------------------- | ----------------------------------------- |
| Хард (0+12)*        | Зал (0+7)                                 |
| Грунт (1+5+1)       | Зал (0+7)                                 |
| Трава (0+0+1)       | Открытый воздух (1+10+2)                  |
| Ковёр (0)           | Открытый воздух (1+10+2)                  |

* количество побед в одиночном разряде + количество побед в парном разряде + количество побед в миксте.
| №  | Дата         | Турнир             | Покрытие | Соперница в финале | Счёт        |
| 1. | 5 марта 2006 | Акапулько, Мексика | Грунт    | Флавия Пеннетта    | 6-1 4-6 6-2 |

#### Поражения (3)
| №  | Дата             | Турнир           | Покрытие   | Соперница в финале | Счёт        |
| 1. | 31 января 2005   | Паттайя, Таиланд | Хард       | Кончита Мартинес   | 3-6 6-3 3-6 |
| 2. | 19 сентября 2005 | Пекин, Китай     | Хард       | Мария Кириленко    | 3-6 4-6     |
| 3. | 26 сентября 2005 | Люксембург       | Хард (зал) | Ким Клейстерс      | 2-6 4-6     |

### Финалы турнировWTA 125иITFв одиночном разряде (14)

#### Победы (12)
| Легенда:          |
| ----------------- |
| WTA 125 (0+1)*    |
| 100.000 USD (0+2) |
| 75.000 USD (4+1)  |
| 50.000 USD (1+1)  |
| 25.000 USD (4+2)  |
| 10.000 USD (3)    |

| Титулы по покрытиям | Титулы по месту проведения матчей турнира |
| ------------------- | ----------------------------------------- |
| Хард (3+3)*         | Зал (2+1)                                 |
| Грунт (9+4)         | Зал (2+1)                                 |
| Трава (0)           | Открытый воздух (10+6)                    |
| Ковёр (0)           | Открытый воздух (10+6)                    |

* количество побед в одиночном разряде + количество побед в парном разряде.
| №   | Дата             | Турнир                             | Покрытие    | Соперница в финале   | Счёт        |
| 1.  | 4 августа 2002   | Бад-Заульгау, Германия             | Грунт       | Ивана Цупа           | 6-3 6-4     |
| 2.  | 26 января 2003   | Кингстон-апон-Халл, Великобритания | Хард (зал)  | Тесси ван де Вен     | 7-6(4) 6-3  |
| 3.  | 15 июня 2003     | Гамильтон, Канада                  | Грунт       | Ко Бейер             | 6-3 6-3     |
| 4.  | 13 июля 2003     | Ванкувер, Канада                   | Хард        | Вилмари Кастеллви    | 6-2 6-4     |
| 5.  | 20 июля 2003     | Ойстер-Бей, США                    | Хард        | Бетани Маттек        | 6-3 6-0     |
| 6.  | 26 июля 2004     | Модена, Италия                     | Грунт       | Селима Сфар          | 6-2 6-4     |
| 7.  | 13 сентября 2004 | Денен, Франция                     | Грунт       | Далли Рандриантефи   | 6-3 6-2     |
| 8.  | 15 июня 2008     | Злин, Чехия                        | Грунт       | Елена Костанич-Тошич | 6-3 4-6 6-1 |
| 9.  | 22 июня 2008     | Алкмар, Нидерланды                 | Грунт       | Марлот Медденс       | 6-1 6-1     |
| 10. | 28 июня 2008     | Перигё, Франция                    | Грунт       | Флоранс Арин         | 6-3 6-3     |
| 11. | 3 августа 2008   | Римини, Италия                     | Грунт       | Лурдес Домингес Лино | 6-1 6-2     |
| 12. | 23 апреля 2011   | Тессендерло, Бельгия               | Грунт (зал) | Алисон ван Эйтванк   | 6-3 7-5     |

#### Поражения (2)
| №  | Дата            | Турнир                | Покрытие | Соперница в финале | Счёт    |
| 1. | 2 мая 2004      | Кань-сюр-Мер, Франция | Грунт    | Северин Бельтрам   | 4-6 4-6 |
| 2. | 17 августа 2008 | Бронкс, США           | Хард     | Елена Бовина       | 3-6 5-7 |

### Финалы турнировWTAв парном разряде (44)

#### Победы (17)
| №   | Дата             | Турнир             | Покрытие    | Партнёрша           | Соперницы в финале                       | Счёт              |
| 1.  | 31 января 2005   | Паттайя, Таиланд   | Хард        | Марион Бартоли      | Марта Домаховская Сильвия Талая          | 6-3 6-2           |
| 2.  | 21 августа 2005  | Торонто, Канада    | Хард        | Мартина Навратилова | Кончита Мартинес Вирхиния Руано Паскуаль | 5-7 6-3 6-4       |
| 3.  | 12 сентября 2005 | Бали, Индонезия    | Хард        | Меганн Шонесси      | Чжэн Цзе Янь Цзы                         | 6-3 6-3           |
| 4.  | 4 марта 2006     | Акапулько, Мексика | Грунт       | Меганн Шонесси      | Синобу Асагоэ Эмили Луа                  | 6-1 6-3           |
| 5.  | 24 июля 2006     | Станфорд, США      | Хард        | Шахар Пеер          | Хисела Дулко Мария Елена Камерин         | 6-1 6-4           |
| 6.  | 7 января 2007    | Сидней, Австралия  | Хард        | Меганн Шонесси      | Марион Бартоли Мейлен Ту                 | 6-3 3-6 7-6(2)    |
| 7.  | 29 сентября 2008 | Штутгарт, Германия | Хард (зал)  | Патти Шнидер        | Квета Пешке Ренне Стаббс                 | 6-2 6-4           |
| 8.  | 27 октября 2008  | Квебек, Канада     | Хард (зал)  | Ваня Кинг           | Джилл Крейбас Тамарин Танасугарн         | 7-6(3) 6-4        |
| 9.  | 4 января 2009    | Брисбен, Австралия | Хард        | Ваня Кинг           | Алиция Росольская Клаудия Янс            | 3-6 7-5 [10-5]    |
| 10. | 12 октября 2009  | Линц, Австрия      | Хард (зал)  | Катарина Среботник  | Алиция Росольская Клаудия Янс            | 6-1 6-4           |
| 11. | 7 августа 2010   | Копенгаген, Дания  | Хард (зал)  | Юлия Гёргес         | Виталия Дьяченко Татьяна Пучек           | 6-4 6-4           |
| 12. | 14 октября 2012  | Линц, Австрия (2)  | Хард (зал)  | Квета Пешке         | Юлия Гёргес Барбора Заглавова-Стрыцова   | 6-3 6-4           |
| 13. | 25 мая 2013      | Брюссель, Бельгия  | Грунт       | Квета Пешке         | Габриэла Дабровски Шахар Пеер            | 6-0 6-3           |
| 14. | 2 февраля 2014   | Париж, Франция     | Хард (зал)  | Квета Пешке         | Тимея Бабош Кристина Младенович          | 6-7(7) 6-4 [10-5] |
| 15. | 5 мая 2017       | Прага, Чехия       | Грунт       | Квета Пешке         | Луция Градецкая Катерина Синякова        | 6-4 7-6(3)        |
| 16. | 29 апреля 2018   | Штутгарт, Германия | Грунт (зал) | Ракель Атаво        | Николь Мелихар Квета Пешке               | 6-4 6-7(5) [10-5] |
| 17. | 7 апреля 2019    | Чарлстон, США      | Грунт       | Алиция Росольская   | Вероника Кудерметова Ирина Хромачёва     | 7-6(7) 6-2        |

#### Поражения (27)
| №   | Дата             | Турнир                    | Покрытие    | Партнёрша          | Соперницы в финале                        | Счёт              |
| 1.  | 2 августа 2004   | Стокгольм, Швеция         | Хард        | Эммануэль Гальярди | Алисия Молик Барбара Шетт                 | 3-6 3-6           |
| 2.  | 9 августа 2004   | Ванкувер, Канада          | Хард        | Элс Калленс        | Бетани Маттек Абигейл Спирс               | 3-6 3-6           |
| 3.  | 16 августа 2004  | Цинциннати, США           | Хард        | Эммануэль Гальярди | Марлен Вайнгартнер Джилл Крейбас          | 5-7 6-7(2)        |
| 4.  | 4 октября 2004   | Фильдерштадт, Германия    | Хард (зал)  | Юлия Шруфф         | Кара Блэк Ренне Стаббс                    | 3-6 2-6           |
| 5.  | 31 июля 2006     | Сан-Диего, США            | Хард        | Меганн Шонесси     | Кара Блэк Ренне Стаббс                    | 2-6 2-6           |
| 6.  | 20 августа 2006  | Монреаль, Канада          | Хард        | Кара Блэк          | Мартина Навратилова Надежда Петрова       | 1-6 2-6           |
| 7.  | 1 октября 2006   | Люксембург                | Хард (зал)  | Лизель Хубер       | Квета Пешке Франческа Скьявоне            | 6-2 4-6 1-6       |
| 8.  | 13 октября 2008  | Цюрих, Швейцария          | Хард (зал)  | Патти Шнидер       | Кара Блэк Лизель Хубер                    | 1-6 6-7(3)        |
| 9.  | 7 марта 2010     | Монтеррей, Мексика        | Хард        | Ваня Кинг          | Ивета Бенешова Барбора Заглавова-Стрыцова | 6-3 4-6 [8-10]    |
| 10. | 6 марта 2011     | Монтеррей, Мексика (2)    | Хард        | Ваня Кинг          | Ивета Бенешова Барбора Заглавова-Стрыцова | 7-6(8) 2-6 [5-10] |
| 11. | 16 октября 2011  | Линц, Австрия             | Хард (зал)  | Юлия Гёргес        | Елена Веснина Марина Эракович             | 5-7 1-6           |
| 12. | 12 февраля 2012  | Париж, Франция            | Хард (зал)  | Петра Мартич       | Лиза Реймонд Лизель Хубер                 | 6-7(3) 1-6        |
| 13. | 29 апреля 2012   | Штутгарт, Германия (2)    | Грунт (зал) | Юлия Гёргес        | Ивета Бенешова Барбора Заглавова-Стрыцова | 4-6 5-7           |
| 14. | 17 июня 2012     | Бадгастайн, Австрия       | Грунт       | Петра Мартич       | Юлия Гёргес Джилл Крейбас                 | 7-6(4) 4-6 [9-11] |
| 15. | 29 сентября 2012 | Токио, Япония             | Хард        | Квета Пешке        | Ракель Копс-Джонс Абигейл Спирс           | 1-6 4-6           |
| 16. | 5 января 2013    | Брисбен, Австралия        | Хард        | Квета Пешке        | Бетани Маттек-Сандс Саня Мирза            | 6-4 4-6 [7-10]    |
| 17. | 15 июня 2013     | Нюрнберг, Германия        | Грунт       | Квета Пешке        | Ралука Олару Валерия Соловьёва            | 6-2 6-7(3) [9-11] |
| 18. | 11 августа 2013  | Торонто, Канада (2)       | Хард        | Квета Пешке        | Катарина Среботник Елена Янкович          | 7-5 2-6 [6-10]    |
| 19. | 18 августа 2013  | Цинциннати, США (2)       | Хард        | Квета Пешке        | Пэн Шуай Се Шувэй                         | 6-2 3-6 [10-12]   |
| 20. | 16 октября 2016  | Линц, Австрия (2)         | Хард (зал)  | Квета Пешке        | Кики Бертенс Юханна Ларссон               | 6-4 2-6 [7-10]    |
| 21. | 13 августа 2017  | Торонто, Канада (3)       | Хард        | Квета Пешке        | Елена Веснина Екатерина Макарова          | 0-6 4-6           |
| 22. | 14 октября 2018  | Линц, Австрия             | Хард (зал)  | Ракель Атаво       | Юханна Ларссон Кирстен Флипкенс           | 6-4 4-6 [5-10]    |
| 23. | 16 февраля 2019  | Доха, Катар               | Хард        | Деми Схюрс         | Чжань Хаоцин Чжань Юнжань                 | 1-6 6-3 [6-10]    |
| 24. | 19 мая 2019      | Рим, Италия               | Грунт       | Деми Схюрс         | Виктория Азаренко Эшли Барти              | 6-4 0-6 [3-10]    |
| 25. | 23 июня 2019     | Бирмингем, Великобритания | Трава       | Деми Схюрс         | Се Шувэй Барбора Стрыцова                 | 4-6 7-6(4) [8-10] |
| 26. | 11 августа 2019  | Торонто, Канада (4)       | Хард        | Деми Схюрс         | Барбора Крейчикова Катерина Синякова      | 5-7 0-6           |
| 27. | 18 августа 2019  | Цинциннати, США (3)       | Хард        | Деми Схюрс         | Луция Градецкая Андрея Клепач             | 4-6 1-6           |

### Финалы турнировWTA 125иITFв парном разряде (8)

#### Победы (7)
| №  | Дата             | Турнир                | Покрытие   | Партнёрша       | Соперницы в финале                      | Счёт           |
| 1. | 13 сентября 2004 | Денен, Франция        | Грунт      | Юлиана Федак    | Любомира Бачева Михаэла Паштикова       | 1-6 6-1 6-2    |
| 2. | 28 июня 2008     | Перигё, Франция       | Грунт      | Ипек Шеноглу    | Сюй Ифань Хань Синьюнь                  | 6-3 6-4        |
| 3. | 29 августа 2009  | Бронкс, США           | Хард       | Ваня Кинг       | Жюли Куэн Мари-Эв Пеллетье              | 6-0 6-3        |
| 4. | 7 ноября 2010    | Исманинг, Германия    | Хард (зал) | Кристина Барруа | Татьяна Арефьева Юлиана Федак           | 6-1 7-6(3)     |
| 5. | 22 апреля 2011   | Тессендерло, Бельгия  | Грунт      | Татьяна Малек   | Марина Заневская Элина Свитолина        | 7-5 6-3        |
| 6. | 8 мая 2011       | Кань-сюр-Мер, Франция | Грунт      | Петра Мартич    | Рената Ворачова Дарья Юрак              | 1-6 6-2 [11-9] |
| 7. | 20 марта 2016    | Сан-Антонио, США      | Хард       | Николь Мелихар  | Анастасия Родионова Клаудиа Янс-Игначик | 6-1 6-3        |

#### Поражения (1)
| №  | Дата         | Турнир             | Покрытие | Партнёрша       | Соперницы в финале       | Счёт       |
| 1. | 24 июля 2011 | Петанж, Люксембург | Грунт    | Кристина Барруа | Ясмин Вёр Юханна Ларссон | 6-7(2) 4-6 |

### Финалы турниров Большого шлема в смешанном парном разряде (4)

#### Победы (2)
| №  | Год  | Турнир                     | Покрытие | Партнёр          | Соперники в финале        | Счёт           |
| 1. | 2009 | Уимблдонский турнир        | Трава    | Марк Ноулз       | Кара Блэк Леандер Паес    | 7-5 6-3        |
| 2. | 2014 | Открытый чемпионат Франции | Грунт    | Жан-Жюльен Ройер | Юлия Гёргес Ненад Зимонич | 4-6 6-2 [10-7] |

#### Поражения (2)
| №  | Год  | Турнир                     | Покрытие | Партнёр     | Соперники в финале               | Счёт            |
| 1. | 2016 | Уимблдонский турнир        | Трава    | Роберт Фара | Хезер Уотсон Хенри Континен      | 6-7(5) 4-6      |
| 2. | 2017 | Открытый чемпионат Франции | Грунт    | Роберт Фара | Габриэла Дабровски Рохан Бопанна | 6-2 2-6 [10-12] |

### Финалы командных турниров (1)

#### Поражения (1)
| №  | Год  | Турнир          | Команда                     | Соперник в финале                                       | Счёт |
| 1. | 2014 | Кубок Федерации | Германия Не играла в финале | Чехия П.Квитова, Л.Шафаржова, А.Главачкова, Л.Градецкая | 1-3  |

## История выступлений на турнирах
| Турнир                       | 2003  | 2004  | 2005  | 2006  | 2007  | 2008  | 2009  | 2010  | 2011  | Итог   | В/П за карьеру |
| ---------------------------- | ----- | ----- | ----- | ----- | ----- | ----- | ----- | ----- | ----- | ------ | -------------- |
| Турниры Большого шлема       |       |       |       |       |       |       |       |       |       |        |                |
| Открытый чемпионат Австралии | -     | К     | 3Р    | 2Р    | 2Р    | -     | 1Р    | 1Р    | К     | 0 / 7  | 7-7            |
| Открытый чемпионат Франции   | -     | 2Р    | 3Р    | 1/4   | 1Р    | -     | 2Р    | -     | -     | 0 / 5  | 8-5            |
| Уимблдонский турнир          | -     | 1Р    | 1Р    | 1Р    | 1Р    | -     | 1Р    | 1Р    | К     | 0 / 7  | 0-7            |
| Открытый чемпионат США       | К     | 1Р    | 3Р    | 1Р    | -     | 4Р    | 1Р    | К     | К     | 0 / 8  | 13-8           |
| Итог                         | 0 / 0 | 0 / 3 | 0 / 4 | 0 / 4 | 0 / 3 | 0 / 1 | 0 / 4 | 0 / 2 | 0 / 0 | 0 / 21 |                |
| В/П в сезоне                 | 0-0   | 1-3   | 6-4   | 5-4   | 1-3   | 3-1   | 1-4   | 0-2   | 0-0   |        | 17-21          |

К — проигрыш в квалификационном турнире.
| Турнир                       | 2004  | 2005          | 2006          | 2007          | 2008  | 2009          | 2010          | 2011          | 2012  | 2013          | 2014          | 2015          | 2016  | 2017  | 2018  | 2019  | Итог   | В/П за карьеру |
| ---------------------------- | ----- | ------------- | ------------- | ------------- | ----- | ------------- | ------------- | ------------- | ----- | ------------- | ------------- | ------------- | ----- | ----- | ----- | ----- | ------ | -------------- |
| Турниры Большого шлема       |       |               |               |               |       |               |               |               |       |               |               |               |       |       |       |       |        |                |
| Открытый чемпионат Австралии | -     | 3Р            | 1/2           | 1/4           | -     | 1/4           | 2Р            | 3Р            | 1Р    | 2Р            | 2Р            | 1/2           | 1/4   | 3Р    | 3Р    | 1Р    | 0 / 14 | 27-13          |
| Открытый чемпионат Франции   | -     | 3Р            | 2Р            | 1Р            | -     | 1/4           | -             | 2Р            | 2Р    | 2Р            | 1Р            | 2Р            | 1Р    | 1Р    | 2Р    | 2Р    | 0 / 13 | 12-13          |
| Уимблдонский турнир          | -     | 1/2           | 1/4           | 2Р            | -     | 1/4           | -             | 2Р            | 3Р    | 1/2           | 1/4           | 3Р            | 1/4   | 1/2   | 2Р    | 1/4   | 0 / 13 | 34-13          |
| Открытый чемпионат США       | 2Р    | 1/2           | 2Р            | -             | 3Р    | 3Р            | 3Р            | 2Р            | 1Р    | 3Р            | 1Р            | 1/2           | 1Р    | 1Р    | 3Р    | 2Р    | 0 / 15 | 22-15          |
| Итог                         | 0 / 1 | 0 / 4         | 0 / 4         | 0 / 3         | 0 / 1 | 0 / 4         | 0 / 2         | 0 / 4         | 0 / 4 | 0 / 4         | 0 / 4         | 0 / 4         | 0 / 4 | 0 / 4 | 0 / 4 | 0 / 4 | 0 / 55 |                |
| В/П в сезоне                 | 1-1   | 12-4          | 9-4           | 4-3           | 2-1   | 11-4          | 3-2           | 5-4           | 3-4   | 8-3           | 4-4           | 11-4          | 5-4   | 6-4   | 6-4   | 5-4   |        | 95-55          |
| Итоговые турниры             |       |               |               |               |       |               |               |               |       |               |               |               |       |       |       |       |        |                |
| Итоговый турнир WTA          | -     | -             | -             | -             | -     | -             | -             | -             | -     | -             | -             | -             | -     | 1/4   | -     | 1/2   | 0 / 2  | 2-3            |
| Олимпийские игры             |       |               |               |               |       |               |               |               |       |               |               |               |       |       |       |       |        |                |
| Летняя олимпиада             | -     | Не проводился | Не проводился | Не проводился | -     | Не проводился | Не проводился | Не проводился | 2Р    | Не проводился | Не проводился | Не проводился | 1Р    | НП    | НП    | НП    | 0 / 2  | 1-2            |

| Турнир                       | 2005  | 2006  | 2007  | 2009  | 2010  | 2012  | 2013  | 2014  | 2015  | 2016  | 2017  | 2018  | 2019  | Итог   | В/П за карьеру |
| ---------------------------- | ----- | ----- | ----- | ----- | ----- | ----- | ----- | ----- | ----- | ----- | ----- | ----- | ----- | ------ | -------------- |
| Турниры Большого шлема       |       |       |       |       |       |       |       |       |       |       |       |       |       |        |                |
| Открытый чемпионат Австралии | -     | 3Р    | 1Р    | 1Р    | 2Р    | -     | -     | 2Р    | 1Р    | 2Р    | 1Р    | 1Р    | 1/4   | 0 / 10 | 7-10           |
| Открытый чемпионат Франции   | 1Р    | -     | -     | 1/2   | -     | 2Р    | 2Р    | П     | 2Р    | 1Р    | Ф     | 1/2   | 2Р    | 1 / 10 | 19-9           |
| Уимблдонский турнир          | 3Р    | 1/4   | 1Р    | П     | -     | 3Р    | 3Р    | -     | 2Р    | Ф     | 2Р    | 2Р    | -     | 1 / 10 | 13-9           |
| Открытый чемпионат США       | 2Р    | 1/4   | -     | 2Р    | 1/2   | -     | 1Р    | 1Р    | -     | 1/2   | 1Р    | 2Р    | 1Р    | 0 / 10 | 11-10          |
| Итог                         | 0 / 3 | 0 / 3 | 0 / 2 | 1 / 4 | 0 / 2 | 0 / 2 | 0 / 3 | 1 / 3 | 0 / 3 | 0 / 4 | 0 / 4 | 0 / 4 | 0 / 3 | 2 / 40 |                |
| В/П в сезоне                 | 2-3   | 5-3   | 0-2   | 9-3   | 4-2   | 2-2   | 2-3   | 6-2   | 1-3   | 8-4   | 4-4   | 4-4   | 3-3   |        | 50-38          |